# Кари Цагат
Кари Цагат — могильник в Ирафском районе Северной Осетии России.

## География
Находится в Дигорском ущелье  в Задалеской котловине в окрестностях с. Лезгор на участке горного склона под высоким скальным обрывом. Памятник отделен небольшой горной речкой Каридон от древнего поселения, которому было присвоено название по её наименованию.

## История
На могильнике прослежено три периода его использования. Два погребения относятся к предкобанской эпохе (II тыс. до н. э.). Ряд случайно найденных предметов датируются III—II вв. до н. э. Два погребения были безинвентарными, отличались от остальных по обряду и не могут быть надежно отнесены к той или иной эпохе.
Основная часть изученных на сегодняшний день погребальных и жертвенных комплексов являются средневековыми и могут быть датированы в интервале от IX до XI вв. К этому времени относятся 19 погребальных комплексов, 2 жертвенных площадки с человеческими жертвоприношениями, 9 погребений коней, погребение теленка, 6 жертвенных ям с козами и овцами и 2 гигантских белых камня, оформленных как культовые комплексы.